# 체이스 매스터슨

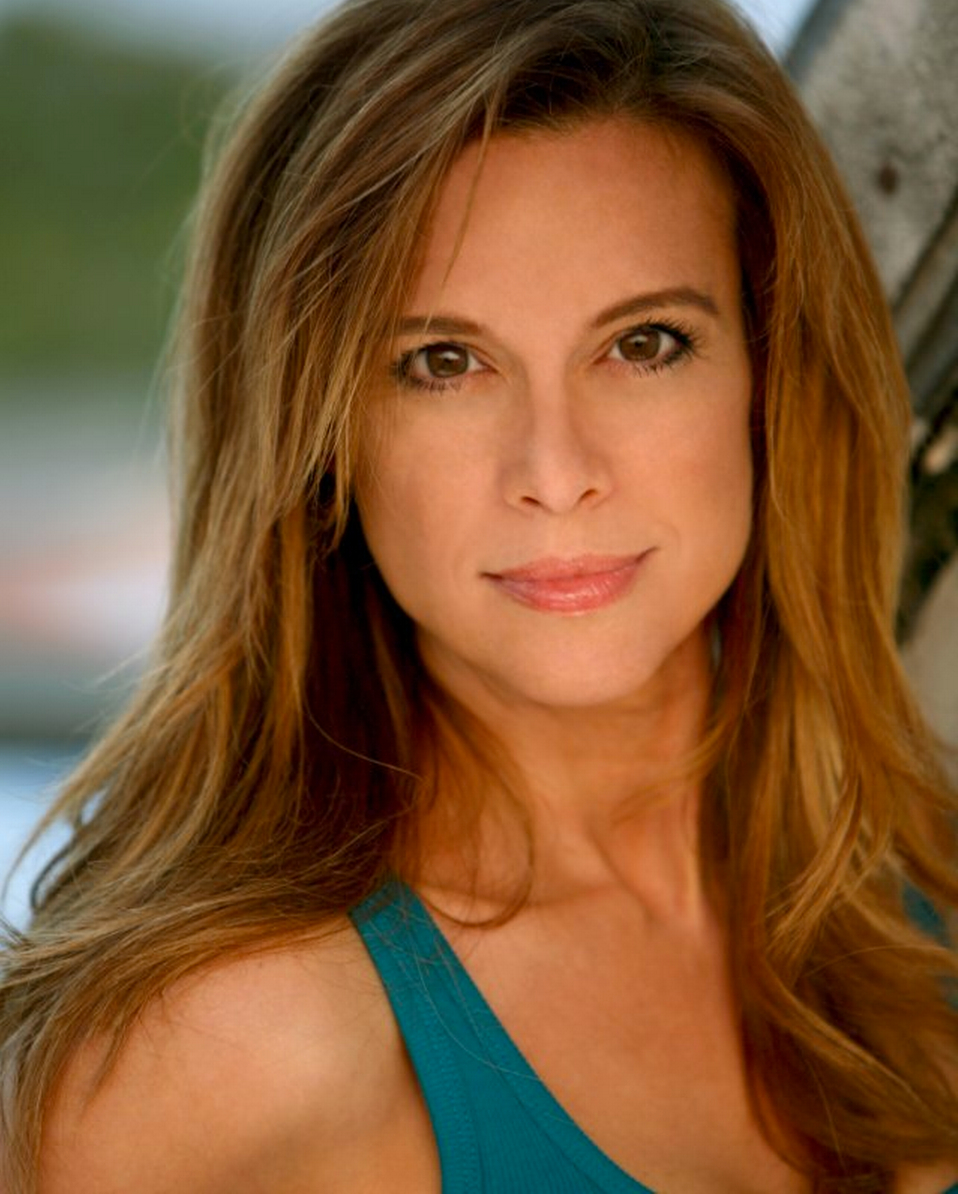

체이스 매스터슨(Chase Masterson, 1963년 2월 26일 ~ )은 미국의 배우, 텔레비전 배우, 영화배우, 성우이다.
콜로라도주에서 태어났다.

## 영화
- 어제는 거짓말이었다 (2008년)
- 로보텍 - 그림자 연대기 (2006년)
- 맨티코어 (2005년)
- 크리처 언노운 (2004년)
- 터미널 인베이전 (2002년)
- 라이트닝 (2001년)
- 더 스페셜스 (2000년)
- 프로즌 (1998년)
- 트레키즈 (1997년)
- 디지털 맨 (1995년)
- 은밀한 관계 (1993년)
- 못말리는 로빈 훗 (1993년)